# Тортила Флет (филм)
„Тортила Флет“ (на английски: Tortilla Flat) е романтична комедия на режисьора Виктор Флеминг, който излиза на екран през 1942 година.

## Сюжет
Дани наследява две къщи в централния крайбрежен район на Калифорния, така че Пейлън и неговите бедни, безпризорни приятели се местят при Дани. Един от тях, „Пиратът“, спестява пари, които Пейлън се опитва да открадне. Когато Пейлън научава, че Пирата събира парите за да купи голяма свещ, която възнамерява да запали за св. Франциск, за да почете свое починало куче. Една от къщите изгаря, така че Дани позволява на приятелите си да се преместят в другата къща при него и в знак на благодарност Пейлън се опитва да направи живота по-добър за приятеля си. Нещата в началото са наред, докато Дани не се влюбва в прекрасната съседка Долорес. За да се докаже Дани започва работа в риболовна компания. Пейлън чрез интриги предизвиква скандал между Дани и Долорес. След скандала Дани се напива и става малко луд, той почти умира след сбиване в консервната фабрика, където работи Долорс. Пейлън има угризения след случилото се и се моли на св. Франциск да възстанови здравето на Дани, като в замяна се зарича, че ще започне работа. Дани се възстановява и се жени за Долорес, а с парите, които Пейлън е изкарал от работата закупуват лодка с която Дани да започне собствен бизнес.

## В ролите
| Актьор         | Роля                   |
| -------------- | ---------------------- |
| Спенсър Трейси | Пейлън                 |
| Хеди Ламар     | Долорес Суитис Рамирес |
| Джон Гарфийлд  | Даниел Алварес         |
| Франк Морган   | Пиратът                |
| Аким Тамиров   | Пабло                  |
| Шелдън Леонард | Тито Ралф              |
| Джон Куален    | Хесус Мария Коркоран   |
| Доналд Мийк    | Пол Д. Къмингс         |
| Хенри О'Нийл   | Отец Хуан Рамон        |

## Награди и Номинации
- 1942 Номинация за Оскар за най-добра поддържаща мъжка роля на Франк Морган.